# Moviment Nacional Somali del Sud
El Moviment Nacional Somali del Sud és un partit polític de Somàlia basat en el grup de clans dir. Les seves seus principals són a Merca i Mogadiscio.
Després de la independència de Somalilàndia el maig de 1991, els membres del Moviment Nacional Somali que vivien a la resta de Somàlia van formar el març de 1992 el Moviment Nacional Somali del Sud. Fou elegit president el coronel Abdi Warsame Isaaq.
Des del començament fou aliat del Congrés de la Somàlia Unificada, especialment amb la facció d'Aydid, formada pels grups Dir i Hawiyya. El 12 d'agost de 1992 es van unir a la reunió de Bardera a l'Aliança Nacional Somali formada amb la facció de Muhammad Fara Hassan, el general Aydid del CSU, la facció de Jess del Moviment Patriòtic de Somàlia, i la facció de Nur Aliyou del Moviment Democràtic de Somàlia. En la Guerra Civil somalí va combatre activament el Front Nacional de Somàlia de Morgan, i el seu aliat el Moviment Patriòtic de Somàlia-facció Gabyow, i va combatre a les regions de Gedo i Kishimayu, derrotant els favorables a Barre l'abril de 1992. Abdi Warsame va trencar amb el General Aydid en 1993 i es va alinear amb Ali Mahdi. El 15 de gener, les faccions (quinze) es van reunir a Addis Abeba i van signar un alto el foc